# Lisseth Chavez
Lisseth Chavez (25 mei 1989) is een Amerikaanse actrice bekend van haar rollen in Chicago P.D., The Rookie en The Fosters. Chavez speelde Esperanza "Spooner" Cruz in het zesde en zevende seizoen van de CW-superheldenserie Legends of Tomorrow. 
Chavez heeft Salvadoraanse voorouders. 
Chavez werkte al vroeg in haar carrière als model. Ze verscheen voor het eerst voor het tv-publiek in de reality-schoonheidswedstrijd True Beauty uit 2009. Ze acteerde voor het eerst professioneel in een aflevering van The Baby (2011). Chavez speelde in afzonderlijke afleveringen van onder andere Southland, Shameless, Lucifer en Rizzoli & Isles. Vanaf 2016 begon ze belangrijkere rollen te spelen met haar rol in The Night Shift, gevolgd door een hoofdrol in The Fosters. Ze speelde personages in meerdere afleveringsfases in Station 19 en The OA in 2019. 
Chavez' hoofdrol is uitgebreid met haar rol als beginnend agente Vanessa Rojas in de NBC-serie "Chicago" (Chicago P.D., Chicago Med en Chicago Fire). Deze rol was oorspronkelijk bedoeld om langdurige romantische spanning te creëren met personage Kevin Atwater, die begon in seizoen zeven van de serie, maar werd ingekort door de COVID-19-pandemie. De karakterontwikkeling eindigde daar, toen tijdens de pauze werd aangekondigd dat Chavez niet kon terugkeren om de verhaallijn van haar personage af te maken. Dit kwam doordat het personage "...nooit helemaal klikte met de fans of de producers." De timing van de verandering stelde Chavez echter in staat om de nieuwe rol van een techneut met een tragisch verleden, Esperanza "Spooner" Cruz, op zich te nemen in het zesde seizoen van The CW's Legends of Tomorrow. In de aflevering "The Fixed Point" (2022) komt Cruz uit de kast als aseksueel; ze is het eerste personage uit de Arrowverse dat dit doet.
Vanaf 2022 verscheen ze in het vijfde seizoen van de ABC-politieserie The Rookie in een terugkerende rol, waarna ze werd gepromoveerd tot de hoofdcast als agente Celina Juarez.
| Year         | Title               | Role                     |
| ------------ | ------------------- | ------------------------ |
| 2009         | True Beauty         | Herself                  |
| 2011         | The Baby            | Maritza                  |
| 2013         | Southland           | Carmen Martinez          |
| 2015         | Shameless           | Marita                   |
| 2015         | The Night Shift     | Ana                      |
| 2016         | Rush Hour           | Clerk                    |
| 2016         | Lucifer             | Nikki                    |
| 2016         | Murder in the First | Skylar Jennings          |
| 2016         | Rizzoli & Isles     | Carmen                   |
| 2017         | Grey's Anatomy      | Kate Endris              |
| 2017         | One Day at a Time   | Young Lydia              |
| 2017         | S.W.A.T.            | Ariana Acosta            |
| 2017–2018    | The Fosters         | Ximena Sinfuego          |
| 2019         | Station 19          | Kathleen "Kat" Noonan    |
| 2019         | The OA              | Carmen                   |
| 2019         | Chicago Fire        | Officer Vanessa Rojas    |
| 2019         | Chicago Med         | Officer Vanessa Rojas    |
| 2019−2020    | Chicago P.D.        | Officer Vanessa Rojas    |
| 2021–2022    | Legends of Tomorrow | Esperanza "Spooner" Cruz |
| 2022−present | The Rookie          | Celina Juarez            |

- Library of Congress Control Number: no2023003821
- Virtual International Authority File: 2591167445369588860004